# سید بابر علی
سید بابر علی (اردو: سید بابر علی؛ زادهٔ ۱۵ ژانویهٔ ۱۹۲۶) کارآفرین، سیاست‌مدار و مدیر اجرایی اهل پاکستان است، که در سال ۱۹۵۶ شرکت پکیجز لیمیتد را تأسیس کرد.